# Óxido de iterbio(III)
El óxido de iterbio(III) es el compuesto químico de fórmula Yb2O3. Es uno de los compuestos de iterbio más comúnmente encontrados. Tiene la estructura de los "sesquióxidos de tierras raras tipo C", estructura que se relaciona con la de la fluorita con una cuarta parte de los aniones quitados, dando lugar a átomos de iterbio en dos diferentes posiciones con índice de coordinación 6 (geometría no octaédrica). (en inglés)

## Usos
- Colorante para vidrios y esmaltes
- Dopante para los cristales de granate de los láseres
- Fibras ópticas